# Juiz Federal dos Estados Unidos
Nos Estados Unidos, o título de juiz federal significa um juiz (de acordo com o Artigo terceiro da Constituição dos Estados Unidos), nomeado pelo Presidente dos Estados Unidos , e confirmado pelo Senado dos Estados Unidos conforme os Cláusula de Compromissos no Artigo II da Constituição dos Estados Unidos.
O cargo é vitalício, e em 2015 os salários eram superiores a 200 mil dólares por ano.